# François Firmin Ballue
François Firmin Ballue est un homme politique français né le 4 octobre 1749 à Péronne (Somme) et décédé le 16 mars 1807 à Amiens (Somme).
Notaire à Péronne avant 1789, il devient juge de paix en 1790. Il est député de la Somme de 1791 à 1792.

## Sources
- « François Firmin Ballue », dans Adolphe Robert et Gaston Cougny, Dictionnaire des parlementaires français, Edgar Bourloton, 1889-1891 [détail de l’édition]